# Gheorghe Crăciun (scriitor)
Gheorghe Crăciun (n. 8 mai 1950 – d. 30 ianuarie 2007, comuna Tohanu Vechi, județul Brașov) a fost un romancier, teoretician literar român. A fost profesor universitar de teoria literaturii la Facultatea de Litere a Universității din Brașov.

## Studii
A urmat liceul la Sighișoara al cărui Turn cu Ceas este omniprezent în romanul său Pupa russa de pildă, absolvind în 1969, apoi a absolvit Facultatea de Filologie a Universității din București. În timpul facultății frecventează cenaclul studențesc de proză Junimea, condus de Ovid. S. Crohmălniceanu și în anii 1970-1973 înființează revista de perete și cenaclul  Noii, alături de colegii săi de generație Gheorghe Ene, Gheorghe Iova, Ioan Flora, Ioan Lăcustă, Mircea Nedelciu, Constatin Stan, Sorin Preda. 
Devine profesor de literatură română în comuna Nereju (1973-1975), și apoi Tohan Blocuri (1974-1990). Din 1990 este profesor la nou înființata Facultate de Litere a Universității din Brașov. În anul 2002 devine doctor în litere la Universitatea din București, cu o teză despre Dimensiunea tranzitivă a poeziei moderniste și postmoderne din România.

## Debutul în literatură
Debutul său publicistic are loc în revista Luceafărul cu poezie. Debutează editorial în 1982 cu romanul Acte originale/copii legalizate.
Despre Acte oficiale/copii legalizate, Radu G. Țeposu notează: "Nu mai avem aici complicațiile psihologice ale celui care se pregătește să scrie un roman (ca la Mircea Eliade ori Anton Holban), ci o simplă derulare a mecanismului teoretic. Autenticitatea e, exclusiv, una a conștiinței auctoriale și naratoriale". Pentru Eugen Simion, volumul este "un jurnal de creație și un jurnal, în același timp, în care trăiește cel care gândește literatura și vrea s-o producă. El propune o tipologie și are o mișcare epică din care putem deduce destinul unor indivizi mărunți, prinși în ceea ce am putea numi structurile banalității". Iar pentru Nicolae Manolescu: „Proza lui Crăciun este de la început deasă de senzații, impresii și imagini.”

## Activitatea literară
A fost, împreună cu poetul Călin Vlasie, consilier editorial la Editura Paralela 45. 
Despre romanul său Pupa russa, Gheorghe Crăciun declara: „Este o carte de ficțiune. Ține de o zonă de obsesii personale și colective, pe care n-am avut nici maturitatea, nici curajul, nici… pregătirea strategică să o abordez înainte de 1994, la câțiva ani de la prăbușirea regimului comunist. Cartea s-a declanșat atunci. Temele ei s-au conturat pe parcurs. Dominanta rămâne tema corpului. În cărțile mele anterioare, m-am apropiat de aceasta temă într-un mod pieziș. De aceasta dată am vrut să o abordez frontal, punându-mi chiar problema unei schimbări de identitate corporală și sexuală, încercând să creez un personaj feminin cu care eu, ca autor, să mă identific.” 
În acelasi interviu el adăuga: „Am vrut la un moment dat să spun că scriitorul, dacă intră în politică animat de idealuri mărețe, ca Heliade-Rădulescu, în ciuda faptului că știe riscurile la care se expune, trebuie să facă din activitatea lui politică un corolar al scrisului și personalității sale.”
O comparație este propusă de Caius Dobrescu în termenii următori: „O altă asociere pe care nu mi-o pot reprima […] este aceea cu filmele lui Peter Jackson după Stăpânul inelelor de J.R.R. Tolkien. […] ceva analog se petrece și în Pupa russa: pregnanța percepțiilor corporale intră într-un straniu și fascinant proces de reacție cu monumentalitatea „neverosimilă”, deopotrivă „artificial-teoretică” și „simbolic-fantasmatică”, a personajului central.”

### Antologii
Este prezent în antologiile de proză: 
- Desant '83, 1983, cu  textul Temă la alegere
- The Phantom Church and Others Stories from Romania, University of Pittsburgh Press, 1996,
- Romanian Fiction of the '80s and '90s, 1999

### Romane publicate
- Acte originale. Copii legalizate, 1982
- Compunere cu paralele inegale, după romanul pastoral Daphnis și Chloe al lui Longus, 1988
- Frumoasa fără corp, 1993
- Pupa russa, titlu în limba latină cu trimitere la Matrioșka, 2004, 2007 ediție augmentată, cu o prefață de Caius Dobrescu și o prezentare de Carmen Mușat [7]
- Femei albastre, Editura Polirom, 2013 [8][9][10]

### Articole și eseuri
- Cu garda deschisă, 1997
- Introducere în teoria literaturii, 1997
- În căutarea referinței, 1998
- Introducere în teoria literaturii, 1997, (ediția a Il-a, 2003)
- Experimentul literar romanesc postbelic, în colaborare, 1998
- Reducerea la scară, 1999
- Aisbergul poeziei moderne, 2002[11]
- Doi într-o carte, fără a-l mai socoti pe autorul ei. Fragmente cu Radu Petrescu și Mircea Nedelciu, 2003 și 2016 (editura Cartea Românească)
- Trupul știe mai mult. Fals jurnal la „Pupa russa” (1993-2000), 2006[12], volum de însemnări despre problemele de conștiință morală și estetică ale autorului în elaborarea romanului Pupa russa
- Mecanica fluidului, 2015, un volum de proze scurte, desene și fotografii
- Scriitorul și Puterea sau despre puterea scriitorului, ediție îngrijită de Carmen Mușat și Oana Crăciun, prefață de Caius Dobrescu, în colecția Seria de autor„Gheorghe Crăciun” , Cartea Românească, 520 p., 2015
- Imagini, litere și documente de călătorie, 2016, cu prefață de Carmen Mușat

### Antologator
- Competiția continuă. Generația 80 în texte teoretice, 1994
- Generația 80 în proza scurtă, 1998

### Traduceri în limba română semnate de Gheorghe Crăciun
A tradus din limba franceză Déplacements ( Deplasări ) de Serge Fauchereau (ediție bilingvă, 1996) și La modernité ( Modernitatea ) de Alexis Nouss, în colaborare, 2000.

### Traduceri și retroversiuni în limbi străine
- Experiment in Romanian Post-War Literature, în colaborare, 1998
- Images & Texts / Images et textes, în colaborare, 2000
- Composition aux parallèles inégales[15] (Compunere cu paralele inegale), éditions Maurice Nadeau, Paris, 2001, traducere în limba franceză de Odile Serre care a obținut Premiul Pierre-François Caillé decernat de Asociația franceză a traducătorilor
- La poupée russe[16], fragment de început al romanului Pupa russa, traducere în limba franceză de Odile Serre, în Les Belles Étrangères : Douze écrivains roumains [Frumoasele (literaturi) străine, doisprezece scriitori români], 2005, p. 73-88
- La Poupée russe, traducere în limba franceză de Gabrielle Danoux, éditions Maurice Nadeau, 2017

## Receptarea operei lui Gheorghe Crăciun
Eugen Simion îl califică de „prozator interesat de o nouă lectură a lumii” și remarcă pe de altă parte talentul lui de portretist. Criticul confirmă și apartenența romancierului la curentul textualist.

## Premii și distincții

### Premii literare
- Premiul de debut al Uniunii Scriitorilor din România, 1983
- Premiul pentru proză al revistei Viața Românească, 1984
- Premiul Octav Șuluțiu al revistei Familia, 1988
- Premiul "Cartea anului" al Salonului Național de Carte de la Cluj-Napoca, 1994
- Premiul Uniunii Scriitorilor din Republica Moldova, 1995, 2003
- Premiul ASPRO pentru cea mai bună carte de critică a anului, 1997, 2002
- Premiul revistei Cuvântul pentru exegeză critică, 2002
- Premiul Pierre-François Caillé decernat de Asociația franceză a traducătorilor pentru cea mai bună traducere a anului 2001, romanul Composition aux paralleles inegales ; nominalizat cu aceeași carte la Premiul Uniunii Latine
- Romanul Pupa russa a primit Premiul Uniunii Scriitorilor din România pentru Proză și Premiul pentru Proză al revistei Cuvântul, 2004

### Decorații
- Ordinul național „Pentru Merit” în grad de Comandor (1 decembrie 2000) „pentru realizări artistice remarcabile și pentru promovarea culturii, de Ziua Națională a României”[18]